# Typhlogastrura shtanchevae
Typhlogastrura shtanchevae är en urinsektsart som beskrevs av Abdurakhmanov och Babenko 1991. Typhlogastrura shtanchevae ingår i släktet Typhlogastrura och familjen Hypogastruridae. Inga underarter finns listade i Catalogue of Life.